# Ermita de Santa María de Consolación (Cartaya)
La Ermita de Nuestra Señora de Consolación es un templo religioso situado en el municipio de Cartaya, en la provincia de Huelva, Andalucía, España. Construida durante el siglo XVI y reconstruida tras el terremoto de Lisboa de 1755, la ermita alberga la imagen de la Virgen de Consolación, una talla sedente de estilo neobarroco que es objeto de devoción local.
Aunque no cuenta con el título de patrona oficial del municipio, la Virgen de Consolación goza de una gran veneración entre los vecinos, quienes la consideran "Consoladora de los afligidos". La ermita desempeña un papel importante en las celebraciones religiosas y culturales de Cartaya.

## Historia y contexto
La ermita fue construida en el siglo XVI y reconstruida en 1755 tras el terremoto de Lisboa, manteniendo gran parte de su estructura primitiva. Desde entonces, se ha convertido en un lugar central para la devoción local y la celebración de cultos en honor a la Virgen.

## La imagen de la Virgen (talla sedente)
La imagen de Nuestra Señora de Consolación de Cartaya representa a la Virgen María sedente, es decir, sentada, con el Niño Jesús en su regazo. Se trata de una imagen de vestir realizada en estilo neobarroco que preside el retablo mayor de la ermita.

### Origen y autoría
La talla actual fue realizada en 1940 por el escultor Joaquín Gómez del Castillo y restaurada en 1975 por Antonio León Ortega. Esta imagen retoma el modelo de la imagen original, probablemente del siglo XVIII, que desapareció durante la guerra civil española. Se ha sugerido que la imagen original podría haber sido obra del académico sevillano Blas Molner, basándose en comparaciones estilísticas con otras piezas de su producción.

Imagen de Nuestra Señora de Consolación, talla sedente

### Descripción iconográfica
La Virgen aparece sentada con el Niño Jesús en su regazo izquierdo; ambos visten túnicas y mantos decorados con motivos florales y fimbrias doradas. La Virgen no lleva velo, lo que permite apreciar el tallado detallado de su cabello. Porta un cetro y una corona, símbolos tradicionales de su realeza y autoridad espiritual. El Niño sostiene un globo terráqueo en una mano y eleva el brazo en un gesto de bendición.

### Significado devocional
Aunque Nuestra Señora de Consolación no es la patrona oficial de Cartaya, la imagen goza de gran devoción y veneración entre los vecinos, quienes la conocen como “Consoladora de los afligidos”. Durante el año, la Hermandad de Consolación organiza cultos en su honor, incluyendo la novena, el besamanos y el traslado en procesión desde la ermita hasta la parroquia en fechas señaladas del calendario litúrgico.

## Cultos y festividades en torno a la Virgen de Consolación

### Culto organizado
La Hermandad de Nuestra Señora de Consolación gestiona desde la ermita los cultos a la Virgen, aunque esta no ostenta el título de patrona de la ciudad —que corresponde oficialmente a la Virgen del Rosario según decretos eclesiásticos.
Los actos principales actuales incluyen:
- La procesión conocida como “Bajada”, que se celebra cada año a finales de agosto, en la que la imagen es trasladada desde la ermita hasta la parroquia del Apóstol San Pedro.[1][7]

- La procesión llamada “Subida”, que tiene lugar en septiembre, cuando la imagen regresa desde la parroquia hasta la ermita, marcando el cierre de los cultos anuales.[7]

- La novena solemne en la parroquia, que tiene lugar entre finales de agosto y principios de septiembre, y la función principal del Dulce Nombre de María alrededor del 9 de septiembre.[7][8]

### Velá o peregrinación popular
Entre 2013 y la pandemia, la Hermandad introdujo la Velá de Consolación, una celebración popular que tiene lugar la víspera de la Bajada, retomando una tradición del siglo XIX.
Este evento incluye:
- Una peregrinación al anochecer desde el centro del pueblo con el simpecado o estandarte de la hermandad, acompañado por tamborileros y caballistas.[1][8]

- Actividades festivas en el entorno de la ermita, tales como música flamenca y DJ, ruta ecuestre, barra para convivencia popular, rezos y salve a medianoche.[10]

### Contexto histórico
Históricamente, hasta finales del siglo XIX existía una romería o velada de Consolación, que se celebraba en torno al 12 de septiembre (la festividad del Dulce Nombre de María). Tenía carácter popular y combinaba mercados agrícolas con actos religiosos en el paraje de la ermita.
Con el tiempo, esos festejos tradicionales fueron perdiendo vigencia, especialmente tras instaurarse el traslado anual de la Virgen a la parroquia como eje festivo principal desde comienzos del siglo XX.

## Arquitectura
La Ermita de Nuestra Señora de Consolación es un ejemplo representativo de la arquitectura religiosa popular andaluza, con características del barroco rural y elementos de tradición mudéjar. El edificio original, construido en el siglo XVI, fue reconstruido en 1755 tras el terremoto de Lisboa, manteniendo gran parte de su estructura primitiva.

### Planta y distribución interior
El templo presenta una planta rectangular irregular, con orientación este-oeste y cabecera casi cuadrada. Está compuesto por tres naves separadas por galerías de tres arcos de medio punto, sostenidos por pilares de sección cruciforme. La nave central, más ancha y alta, desemboca en el presbiterio, donde se sitúa el altar mayor.
A los pies del templo se encuentra el coro alto, sobre una bóveda carpanel, al que se accede mediante una escalera situada en la nave lateral norte.

### Materiales y cubiertas
La construcción combina ladrillo y mampostería, técnica común en los templos rurales andaluces del periodo. Las cubiertas son de artesonado de madera, sencillas pero bien conservadas, que resaltan el carácter tradicional del edificio. La restauración posterior al seísmo del siglo XVIII respetó tanto la distribución como los materiales originales.

### Retablo mayor
El retablo del altar mayor, de estilo neobarroco, alberga la imagen titular de la Virgen de Consolación. Presenta columnas salomónicas, detalles dorados y hornacinas laterales para otras advocaciones. El conjunto, aunque modesto, destaca por su equilibrio compositivo y su carácter devocional.

### Camarín de la Virgen
Detrás del presbiterio se encuentra un camarín circular de gran valor artístico. Está cubierto por una cúpula octogonal con linterna que permite la entrada de luz natural, y decorado con óculos en las paredes. Las pinturas murales que ornamentan la bóveda fueron realizadas por los artistas Eduardo Acosta (1943) y Pedro Román (1969), a instancias de Amparo de Berges, benefactora local. El diseño del camarín fue obra del arquitecto sevillano Alberto Balbontín de Orta, autor de varias intervenciones en iglesias onubenses y sevillanas.

### Fachada y espadaña
La fachada principal, orientada al oeste, está compuesta por un pórtico o galería con tres arcos de medio punto sobre pilares de ladrillo visto. Esta estructura, a modo de atrio cubierto, sirve de transición entre el exterior y el interior sagrado, y es muy utilizada durante los actos de romería y bendición.
Sobre la fachada se eleva una espadaña de un solo vano, también de ladrillo rojo, que alberga la campana. La cubierta es a dos aguas con teja árabe, y los muros están encalados en blanco, con zócalo en tono albero.

### Ornamentación exterior
En la entrada destaca un conjunto cerámico sevillano con motivos marianos, donado por la familia Balbontín en 1929. Este detalle ornamental conecta la arquitectura con las tradiciones devocionales y artísticas de Andalucía occidental.